# Апрель 2011 года

Список событий апреля 2011 года.

## События
- 1 апреля
  - Украинка Юлия Благиня стала чемпионкой Европы по вольной борьбе в категории до 51 килограмма.[1]
  - В Сан-Марино вступили в должность новые капитаны-регенты — Мария Луиза Берти и Филиппо Таманьини[2].
  - Афганцы, разъярённые сожжением Корана пастором одной из протестантских общин Флориды, напали на представительство ООН в городе Мазари-Шариф, убив 7 иностранных работников миссии: 4-х непальских охранников и 3-х европейских сотрудников[3].
- 2 апреля
  - 9 бойцов ливийских повстанческих сил и 4 гражданских лица погибли в результате авиаудара западной коалиции недалеко от города Брега, что на востоке Ливии[4].
  - Продолжились акции протеста в Афганистане против сожжения Корана. Акции протеста перекинулись уже на юг страны, дойдя до Кандагара, в которых происходят столкновения между демонстрантами и афганской полицией погибли 9 гражданских лиц, более 90 — ранены[3].
  - По меньшей мере 4 полицейских были ранены в столкновениях с демонстрантами, протестующих против победы на перевыборах Даниэля Ортега[5].
  - 4 человека погибли в результате авиакатастрофы Gulfstream G650 во время тестов по отработке взлётно-посадочных характеристик самолёта в Розуэлльском международном центре авиации в штате Нью-Мексико[6].
- 3 апреля
  - По меньшей мере 41 человек погиб и более 70 — получили ранения в результате двух взрывов у главных ворот храма Ахмеда Султана, более известного как Сакхисарвар, что в районе Дера-Гази-Хан пакистанской провинции Пенджаб[7].
  - Внеочередные президентские выборы прошли в Казахстане. По предварительным данным действующий президент Нурсултан Назарбаев победил, набрав более 95 % голосов[8][9].
  - Президент Сирии Башар Асад поручил бывшему министру сельского хозяйства Аделю Сафару сформировать новое правительство страны[10].
  - Объявлено о создании на юге Сомали нового государства — Азании. Президентом стал бывший министр обороны Сомали Мохаммед Абди Ганди[11].
  - Премьер-министром Мали впервые назначена женщина — Сиссе Мариам Кайдама Сидибе[12].
  - 1 человек погиб, 25 — ранены в столкновениях полиции с протестующими — членами радикальной исламистской группы в городе Джессор, что на западе Бангладеш, возражающих планам правительства по наделению женщин равными правами наследования имущества[13].
  - В Андорре прошли парламентские выборы. Правоцентристская партия Демократы Андорры во главе с Антонио Марти получила 55,2 % голосов и будет иметь 21 депутата в 28-местном парламенте[14].
  - В Пекине арестован известный художник Ай Вэйвэй[15].
- 4 апреля
  - 32 человека из 33-х, находившихся на борту, включая 3-х членов грузинского экипажа, самолёта Bombardier CRJ-200, выполнявшего рейс из Кисангани по миссии ООН, грузинской авиакомпании «Georgian Airways» погибли в результате авиакатастрофы в аэропорту Киншасы — Демократической Республики Конго. Самолёт потерпел крушение при заходе на посадку, возможно, ввиду сильного ветра и условиях сильного дождя над взлетно-посадочной полосой, развалился на несколько кусков и загорелся. 1 пассажир выжил[16].
  - По предварительным данным, во втором туре президентских выборов в Гаити победил музыкант Мишель Мартейи[17].
  - Землетрясение в Индонезии магнитудой около 7[18].
  - Обломки Airbus A330 Air France, разбившегося в 2009 году, найдены на дне Атлантического океана[19].
- 5 апреля
  - Diamond Foods[англ.] приобрела у компании Procter & Gamble за 1,5 млрд американских долларов компанию Pringles[20].
  - C космодрома Байконур (пл. 1) стартовала ракета «Союз-ФГ» с космическим кораблем «Союз ТМА-21», пилотируемый экипажем 27/28 длительных экспедиций на МКС. Корабль получил собственное имя «Юрий Гагарин» в честь предстоящего 50-летия полёта первого космонавта Земли[21].
  - Сторонники победившего на выборах президента Кот-д'Ивуара Алассана Уаттары захватили резиденцию непризнанного главы республики Лорана Гбагбо в Абиджане[22].
  - Эмир Кувейта шейх Сабах аль-Ахмед ас-Сабах поручил бывшему премьер-министру шейху Насеру аль-Мухаммеду ас-Сабаху сформировать новый кабинет министров[23].
- 6 апреля
  - ЕС подготовил санкции против Ливии[24].
  - Латвия и Буркина-Фасо установили дипломатические отношения[25].
- 7 апреля
  - Военная хунта в Нигере официально передала власть законно избранному президенту Махамаду Иссуфу[26].
  - Парламент Республики Косово избрал Атифете Яхьягу новым президентом страны[27].
  - Стрельба в колледже в Алабаме. 1 погибший, 3 раненых.[28]
  - ВВС России приостановили полеты истребителей Су-27СМ в связи падением самолёта Су-27 в Приморском крае.[29]
  - ВВС Британии разбомбили крупнейшее в Ливии нефтяное месторождение Сарир.[30]
  - В России вручена премия в области современного искусства «Инновация», в числе призёров Арт-группа «Война», художник Артём Лоскутов, архитектор Юрий Аввакумов и другие[31].
  - Из сектора Газа по территории Израиля противотанковой ракетой обстрелян школьный автобус, окрашенный в ярко-жёлтый цвет, предназначенный для транспортных средств, перевозящих учеников. В результате обстрела были ранены 2 человека, один из них, 16-летний Даниэль Вильфих, позже скончался от полученных ран. За несколько минут до обстрела водитель высадил остальных школьников из автобуса. Ответственность за обстрел приняла на себя группировка «Бригады Изаддина аль-Касама» (ХАМАС), признанная террористической организацией в большинстве развитых стран.
- 8 апреля
  - 31 человек погиб, более 300 — получили ранения при атаке иракских сил безопасности на базу Организации моджахедов иранского народа, которая расположена в тренировочном лагере «Ашраф» на северо-востоке Ирака[32].
  - В Джибути прошли президентские выборы. На них лидирует действующий глава государства Исмаил Омар Гелле[33][34].
  - В Астане прошла церемония инаугурации вновь избранного президента Казахстана Нурсултана Назарбаева[35].
- 9 апреля
  - Скончался знаменитый американский кинорежиссёр Сидни Люмет.[36]
  - 7 человек погибли, (включая нападавшего),17 человек получили ранения в результате стрельбы по посетителям в супермаркете, устроенной 24-летним молодым человеком вооружённым автоматическим оружием. Событие произошло в нидерландском городе Алфен-ан-ден-Рейн[37].
  - Землетрясение в Нарынской области Кыргызстана магнитудой 4,8 было отмечено[38].
  - В Нигерии прошли парламентские выборы[39].
  - В Исландии прошёл референдум по вопросу о выплате компенсаций зарубежным вкладчикам банка Icesave. Большинство исландцев проголосовали против[40][41].
- 10 апреля
  - В Перу прошли первый тур президентских и парламентские выборы. По предварительным данным во второй тур президентских выборов вышли лидер Перуанской националистической партии Ольянта Умала и дочь бывшего президента Кейко Фухимори[42][43].
- 11 апреля
  - В Минске произошёл взрыв в метро на станции «Октябрьская», погибли 15 человек[44], пострадали 204 человека[45].
  - Экс-президент Кот-д’Ивуара Лоран Гбагбо, отказавшийся признать поражение на выборах, захвачен французским спецназом и передан представителям избранного кандидата Алассана Уаттара[46].
  - Сильное землетрясение магнитудой 7,1 зарегистрировано на территории Японии[47].
- 12 апреля
  - Власти Японии присвоили аварии на АЭС «Фукусима» 7-й уровень опасности по шкале INES[48].
  - Европейский суд по правам человека признал незаконным лишение регистрации Республиканской партии России Верховным Судом РФ в 2006 году[49].
- 13 апреля
  - Демонстрация протеста началась в кампусе главного университета Алеппо, второго по численности населения города Сирии[50].
  - В Ливии силы Каддафи возобновили атаку на город Мисурата, повстанцы при поддержке самолётов коалиции смогли её отбить[51].
  - По меньшей мере 9 человек погибли в северо-восточном Китае при взрыве в трёхэтажном здании химического завода Фуксинг в Ламадян-Таун города Дацин провинции Хэйлунцзян[52].
  - В Египте взят под стражу бывший президент Хосни Мубарак и его сыновья по обвинению в причастности к коррупции[53].
- 14 апреля
  - Россия заняла 77-е место в опубликованном экспертами Всемирного экономического форума ежегодном рейтинге стран мира по развитию информационных технологий (на первых трёх местах — Швеция, Сингапур и Финляндия)[54].
  - В китайском городе Санья состоялся саммит БРИКС, впервые в подобного рода встрече принимали участие лидеры ЮАР[55].
- 15 апреля
  - По меньшей мере 14 алжирских солдат погибли в результате нападения боевиков на армейский блок-пост в городе Азазга, расположенном в 140 км от столицы Алжира[56].
  - После непродолжительного бунта, поднятого военными в Буркина-Фасо, президент Блез Компаоре отправил в отставку правительство и начальника штаба сухопутных войск[57].
  - 17 человек погибли в результате пронёсшегося над штатами Арканзас, Оклахома, Алабама и Миссисипи торнадо[англ.][58].
  - ФБР заблокировал сайты крупнейших покер-румов и предъявил судебный иск представителям менеджмента Full Tilt Poker, PokerStars и Absolute Poker[59].
  - Бывший хорватский генерал Анте Готовина приговорён Международным трибуналом по бывшей Югославии к 24 годам тюремного заключения за преступления, совершённые во время проведения операции «Буря» в 1995 году[60].
- 16 апреля
  - 27 человек погибли в результате пронёсшегося над штатами Северная Каролина и Вирджиния торнадо[англ.][58].
  - В Нигерии прошли президентские выборы. Победителем объявлен действующий президент Гудлак Джонатан, набравший 57 % голосов[61][62].
  - В Гаване открылся VI съезд Компартии Кубы[63].
  - Высший административный суд Египта вынес решение о роспуске Национально-демократической партии[64].
  - 124-я Ассамблея Межпарламентского союза открылась в Панаме[65].
  - Стартовал индивидуальный пробег Владивосток—Москва Александра Кашина на инвалидном электроскутере[66].
- 17 апреля
  - По меньшей мере 6 членов сил безопасности Алжира погибли в почти двух одновременных атаках исламистских экстремистов на востоке Алжира в провинциях Бумердес и Буира[67].
  - По меньшей мере 17 человек погибли, более ста — получили ранения в результате прохождения над южнокитайской провинцией Гуандун грозовых ливней с сильным ветром в 45 м/с и градом[68].
  - В Финляндии прошли парламентские выборы. Наибольшее число голосов набрала консервативная Национальная коалиционная партия (НКП), она будет иметь 44 депутата в 200-местном парламенте. На втором месте социал-демократы с 42 депутатами[69][70][71].
- 18 апреля
  - Мосгорсуд признал Движение против нелегальной иммиграции экстремистской организацией и запретил её деятельность[72].
  - Парламент Венгрии принял новую конституцию страны, которая вступит в силу 1 января 2012 года[73].
  - Премьер-министром Буркина-Фасо назначен Люк-Адольф Тиао[74].
  - Председателем правительства Кабардино-Балкарской Республики стал Иван Гертер[75].
- 19 апреля
  - На закрытии VI съезда Компартии Кубы стало известно, что Фидель Кастро оставил пост Первого секретаря ЦК партии, новым Первым секретарём стал Рауль Кастро[76].
  - Скончалась британская телевизионная актриса и ведущая Элизабет Слейдер наиболее известная по роли Сары Джейн Смит в культовом научно-фантастическом телесериале «Доктор Кто» и его ответвлениях «K-9 и компания» и «Приключения Сары Джейн».
  - Власти Сирии приняли решение отменить режим чрезвычайного положения, действовавший с 1963 года[77].
- 20 апреля
  - В результате хакерской атаки на сеть PlayStation Network, принадлежащей компании Sony, произошла утечка личных данных 77 миллионов пользователей[78].
  - 4 человека пропали без вести, ещё семеро получили ранения в результате взрыва на заводе про производству семтекса «Explosia», принадлежащем компании «Synthesia», в Семтине, в Пардубицком крае Чехии[79].
  - Стартовавшая с космодрома Шрихарикота индийская ракета-носитель PSLV-C16 доставила в околоземное пространство 3 спутника, в том числе первый сингапурский спутник X-Sat[80].
- 21 апреля
  - Серийный лайнер Sukhoi Superjet 100, первый разработанный в Российской Федерации самолёт, совершил первый коммерческий полёт по маршруту Ереван—Москва[81].
  - Ливийский город Вазин захватили повстанцы[82].
  - По меньшей мере 19 человек погибли и свыше 40 получили ранения в результате взрыва бомбы, установленной в игорном притоне, что в старых кварталах Карачи[83].
  - На юге Египта вспыхнуло мусульманское восстание, возглавляемое ультраконсервативными салафитами[84].
- 22 апреля
  - В Сирии в результате огня, открытого силами безопасности, погибли 88 демонстрантов[85].
  - Более трёх тысяч человек приняли участие в демонстрации протеста в городе Салала на юге Омана[86].
  - Скончался советский и российский актёр и режиссёр Михаил Козаков[87].
  - По меньшей мере 27 человек погибли, десятки пропали без вести в южных Филиппинах. Часть горы обрушилась на деревню Кингкинг вблизи города Пантукан на острове Минданао в провинции Долина Компостела[88].
- 23 апреля
  - Возобновился и обострился Камбоджийско-тайский пограничный конфликт (2011)[89][90].
- 24 апреля
  - Была пресечена попытка захвата самолёта, направлявшегося из Парижа в Рим, неудавшийся захватчик — советник представительства Казахстана при ЮНЕСКО — требовал, чтобы самолёт был перенаправлен в столицу Ливии Триполи[91].
  - Парламент Вануату вынес вотум недоверия правительству премьер-министра Сато Килмана, после чего оно ушло в отставку[92], новым премьером стал Серж Вохор[93].
- 25 апреля
  - Портал WikiLeaks начал публикацию 779 секретных документов о тюрьме на военной базе США в Гуантанамо[94].
  - Число жертв беспорядков в Нигерии после выборов превысило 500 человек[95].
  - Президент Венгрии Пал Шмитт подписал новую конституцию страны[96].
  - В Чаде прошли президентские выборы. Президентом в четвёртый раз избран Идрис Деби[97][98].
  - Бруней и Фиджи установили дипломатические отношения[99].
- 26 апреля
  - Новым главой тибетского правительства в изгнании избран преподаватель Гарвардского университета в США Лобсанг Сангай[100].
  - Группа сирийских военнослужащих во главе с тремя офицерами перешла на сторону повстанцев в городе Даръа, где проводилась операция по подавлению антиправительственного мятежа[101].
  - По меньшей мере 15 человек погибли в результате поджога террористом пассажирского автобуса в районе Сиби в пакистанской провинции Белуджистан[102].
- 27 апреля
  - Спикером финского парламента избран Бен Зыскович, представитель Национальной коалиционной партии[103].
  - Бывший президент Коста-Рики Мигель Анхель Родригес признан судом виновным в коррупции и приговорён к пяти годам тюрьмы[104].
- 28 апреля
  - В Марокко 17 человек погибли в результате террористического акта, устроенного в Марракеше в кафе на площади Джамаа эл-Фнаа[105].
  - По меньшей мере 18 человек получили ранения, 70 — были эвакуированы в результате столкновения двух поездов в двухстах метрах от станции «Эл Клот» в Барселоне[106].
  - Произошёл пограничный конфликт между Афганистаном и Пакистаном возле города Ангур-Ада. 12 солдат вооружённых сил Афганистана и один пограничник Пакистана погибли в ходе боя. Три пакистанских пограничника и восемь мирных жителей Ангур-Ады получили ранения[107].
- 29 апреля
  - В Лондоне состоялось бракосочетание принца Уильяма и его невесты Кейт Миддлтон, к свадьбе было приковано большое внимание публики и СМИ[108].
  - Глава Федерального космического агентства Анатолий Перминов уволен с поста распоряжением премьер-министра Владимира Путина, его место займёт бывший первый замминистра обороны Владимир Поповкин[109].
- 30 апреля
  - В Лаосе прошли выборы в Национальное собрание[110].
  - В Бенине прошли парламентские выборы[111].